# NGC 1826
NGC 1826 је расејано звездано јато у сазвежђу Златна риба које се налази на NGC листи објеката дубоког неба.
Деклинација објекта је - 66° 13' 52" а ректасцензија 5h 5m 34,0s. Привидна величина (магнитуда) објекта NGC 1826 износи 13,3 а фотографска магнитуда 13,8. NGC 1826 је још познат и под ознакама ESO 85-SC43.